# کارفاس (شهر)
کارفاس (به یونانی:Καρφάς)، شهری کوچک در جزیره خیوس یونان است. این شهر، واقع در ۷ کیلومتری جنوب شهر خیوس است. کارفاس از محبوب‌ترین مقاصد جزیره است که به دلیل داشتن سواحل، استودیوها، اقامتگاه‌ها، کلوپ‌ها، رستوران‌ها و زندگی شبانه عمومی، گردشگران زیادی را به خود جذب می‌کند. کارفاس تقریباً ۳ کیلومتر با فرودگاه ملی جزیره خیوس فاصله دارد.

## جمعیت
طبق سرشماری سال ۲۰۰۱، کارفاس دارای ساکنان دائمی ۸۴ نفر بود. از آن زمان، بسیاری تخمین می‌زنند که تعداد ساکنان این منطقه به‌طور قابل توجهی افزایش یافته‌است. در حالی که جمعیت مسکونی کم است، اما در ماه‌های تابستان، کارفاس هزاران گردشگر را به منطقه جذب می‌کند.